# نشانه کرایتون-براون
نشانه کرایتون-براون (انگلیسی: Crichton-Browne sign) نشانه‌ای بالینی است که در آن انقباض لبه بیرونی چشم و دهان وجود دارد و یکی از نشانه‌های اولیه فلج عمومی است. این نشانه پزشکی نامش را از پزشک اسکاتلندی جیمز کرایتون براون می‌گیرد که نخستین بار آن را شرح داد.